# Liu Xiang
Liu Xiang (pojednostavljeno kineski: 刘翔; tradicionalno kineski: 劉翔; pinyin: Liú Xiáng, Putuo, 13. srpnja 1983.) je kineski atletičar koji se natječe u utrkama na 110 m s preprekama, osvajač zlatne medalje na Olimpijskim igrama u Ateni 2004. godine.
Jedan je od komercijalno najuspješnijih kineskih sportaša, gdje je postao kulturna ikona. Bio je prvi osvajač zlatne olimpijske medalje u atletici u muškoj konkurenciji za Kinu, te prvi kineski sportaš koji je bio svjetski i olimpijski pobjednik, te svjetski rekorder.

## Biografija
Prvi sportski uspjesi bili su mu pobjeda na Istočnoazijskim igrama 2001., te Univerzijadi u Beijingu iste godine. Nakon toga pobjeđuje na Azijskim igrama 2002., te osvaja bronce na svjetskom i dvoranskom prvenstvu 2003. Iduće godine na Olimpijskim igrama u Ateni postiže najveći uspjeh u karijeri, gdje osvaja zlatnu medalju te izjednačuje svjetski rekord Colina Jacksona od 12.91 sekundi. Iduće godine na svjetskom prvenstvu u Helsinikiju osvaja srebro, te mu je uručena nagrada Laureus za najveću sportsku nadu zbog uspjeha na Olimpijadi. Godine 2006. u Lausanneu s 12.88 sekundi postavlja novi svjetsko rekord, te u Osaki 2007. po prvi put postaje i svjetski prvak.
Na Olimpijskim igrama u Beijingu 2008., iako je bio veliki favorit, zbog ozljede ahilove tetive bio je prisiljen odustati već u prvom kvalifikacijskom krugu, ostavljajući mnogobrojne domaće navijače u šoku. Zbog ozljede morao je propustiti i svjetsko prventsvo 2009., te se vratio nakon 13-mjesečnog izbivanja na miting u Šangaju, te je pobijedio na Azijskom prventsvu, Istočnoazijskim igrama, te na Kineskom nacionalno prvenstvu. Iduće godine s lakoćom osvaja treće zlato na Azijskim igrama, postavivši novi rekord natjecanja. Godine 2011., na finalnoj utrci na svjetskom prvenstvu u Daeuguu završava na trećem mjestu, no pobjednik Dayron Robles je naknadno diskvalificiran zbog ulaženja u Liuvu stazu, te naposljetku osvaja srebrnu medalju.

## Vanjske poveznice
- Službena stranica  Arhivirana inačica izvorne stranice od 17. srpnja 2006. (Wayback Machine)
- Profil na IAAF-u  Arhivirana inačica izvorne stranice od 18. listopada 2012. (Wayback Machine)